# Райо Вальекано
«Ра́йо Вальека́но» (исп. Rayo Vallecano de Madrid) — испанский профессиональный футбольный клуб из Мадрида. Основан в 1924 году. Домашние матчи проводит на стадионе «Кампо-де-Вальекас», вмещающем 15 500 зрителей. По итогам сезона 2020/21 вернулся в Примеру спустя два сезона.

## История
«Райо Вальекано» был основан 29 мая 1924 года в Мадриде своим первым президентом Хулианом Уэрта Приего. На тот момент это было смелым решением — рассчитывать на публичную поддержку, а следовательно на серьёзные денежные вливания, новоиспечённая команда не могла. Тогда, как впрочем и сейчас, большей популярностью в столице Испании пользовались гранды — «Реал» и «Атлетико». Форма команды тогда была белой, а гетры чёрными. С 1931 по 1936 годы клуб принимал участие в Чемпионате Футбольной Федерации Рабочих, а после окончания Гражданской войны присоединился к Футбольной Федерации Кастильи. В 1939/40 клуб был реорганизован, а новым президентом стал Мигель Родригес Альсола. Всё внимание местных властей и болельщиков было направлено в сторону «Реала» и «Атлетико». Появления «Райо» никто не ждал и никто не заметил. Поэтому не удивительно, что клуб в течение многих лет влачил жалкое существование. Достаточно сказать, что свой стадион у «Райо» появился только в 1939 году. До этого они играли где придётся. Новая арена называлась «Родивал». Именно на «Родивале» собирались первые по настоящему преданные болельщики «Райо».
В ту пору президенты у команды часто менялись. С 1924 по 1931 года пять разных человек усаживалось в президентское кресло. Сам клуб терпел ряд реорганизаций, вступая в различные федерации. Стабильность появилась к 1950 году, когда вся Испания стала становиться на ноги, оправляясь от последствий Мировой войны. Именно тогда команда приобрела свои нынешние клубные цвета. 13 ноября 1947 года клуб официально изменил название на «Спортивную Группу Райо Вальекано», кроме того, руководство договорилось об использовании герба города (муниципалитета) Вальекаса на своей форме. В сезоне 1948/49, когда команду тренировал Томас Родригес Рубио, они завоевали право играть в Терсере, а два года спустя заключили договор со «Спортивной ассоциацией Плюс Ультра» о взаимной помощи. В сезоне 1949/50 аналогичное соглашение было достигнуто с мадридским «Атлетико», в соответствии с которым «Атлетико» мог арендовать любого игрока клуба, а «Райо» обязались избавиться от полностью белой формы, как у мадридского «Реала», и добавить в неё что-то красное, так и появилась красная полоса по диагонали футболок, которая до сегодняшнего дня является визитной карточкой клуба и которая указывает на дружественную связь его с аргентинским «Ривер Плейтом». Соглашение с «Атлетико» длилось лишь год, и, пока оно было в силе, клуб начинали воспринимать как филиал команды с Мансанареса. Форма же уже более не менялась.
В сезоне 1953/54 клуб начал играть матчи Чемпионата Испании Третьего дивизиона на стадионе Вальекаса, где играл матчи и неофициальные и товарищеские. С первого сезона в Терсере и до этого сезона домашние матчи «Райо» проходили на этом стадионе, который с ними разделяли «Атлетико Авиасьон» (сегодня «Атлетико Мадрид»), а также различные команды, выступающие на региональном уровне: «Стандарт», «Мануфактурас Металикас» и другие. Различные товарищеские турниры игрались на уровне Мадрида, Кастильи и страны на стадионе «Родиваль». Это поле приняло последние матчи сезона 1954/55 из-за реконструкции «Эстадио де Вальекас». «Райо» пришёл к финишу вторым в Группе XVI Третьего дивизиона и вышел в плей-офф, но там выступил неудачно. Они остались восьмыми, а первое место досталось «Плюс Ультра».
В 1956 году «Райистам» удалось закончить чемпионат на первом месте Группы XVI и остаться лидером после плей-офф, что принесло клубу первое повышение до Второго дивизиона.
8 декабря 1957 года открыл свои двери новый стадион «Вальекас», на котором клуб продолжает выступать и по сей день. Матч-открытие стадиона между «Райо» и «Кариока Америка де Белу Оризонти» (Бразилия) закончился победой последних со счётом 1:0. Отыграв несколько сезонов в Сегунде, в сезоне 1960/61 команда не смогла избежать вылета в Терсеру. Сезон 1964/65 снова принёс команде выход в Сегунду.
15 октября 1972 года «Эстадио де Вальекас» принял последний матч: «Райо Вальекано» сыграл вничью 2:2 с «Баракальдо», а четыре дня спустя его закрыли в связи с «аварийным состоянием, опасным для посетителей», о чём заявил президент клуба тех дней Педро Роиг. В воскресенье, 5 ноября 1972 года, первый официальный матч был сыгран на «Эстадио де Вильеэрмосо», где «Райо» выиграл у «Сабаделя» 3:0. Так команда начала невероятно успешные для себя четыре года.
6 мая 1976 года был торжественно открыт новый стадион «Эстадио Нуэво де Вальекас», матчем открытия была игра последнего тура между «Райо» и «Реал Вальядолид», в которой гости выиграли со счётом 1:0. Стадион был переполнен. Тренировал «Райистов» в том сезоне легендарный Альфредо ди Стефано, которого в марте заменил Хосе Антонио Олмедо.
Уже в следующем сезоне — 1976/77, клуб завоевал первый выход в Примеру, не проиграв ни одного матча на «Нуэво Эстадио». А в следующем году, с Эктором Нуньесом в качестве тренера, клуб великолепно дебютировал в Первом дивизионе. Количество сосьос клуба также побило рекорды и достигло 10 000 человек. Однако, плохой сезон 1979/80 привёл к возвращению в Сегунду, а затем произошёл и вылет в Сегунду Б, и команда оказалась на грани исчезновения.
8 августа 1978 года, после Мундиаля, состоялся единственный матч между «Райо» и «Ривер Плейтом» в истории, несмотря на их практически братские узы. Произошло это в ходе Турнира города Мадрид, который был организован столичным «Атлетико». Приглашены были аргентинцы, «Райо» и английский «Дерби Каунти». «Ривер» выиграл турнир, победив «Райо» (1:0) после матча с «Атлетико» (0:0, по пенальти 4:3).
В 1984/85 команда завоёвывает третий выход в Сегунду под руководством Эдуардо Катурлы.
В сезоне 1988/89 «Райо» получил путёвку в Примеру, но в следующем году снова вылетел в Сегунду.
В 1991 году, после реорганизации команды в Спортивное Акционерное Общество, предприниматель из Хереса, Хосе Мария Руис-Матеос, приобрёл самый крупный пакет акций клуба и стал его президентом во времена экономического кризиса. Клуб добился выхода в Примеру под руководством Хосе Антонио Камачо.
12 января 1994 года руководство клубом Руис-Матеос передал своей супруге, Марии Тересе Риверо Санчес-Ромате, которая стала первой женщиной-президентом футбольного клуба Первого дивизиона Испании. Стадион клуба стал носить её имя. При ней же изменилась и аббревиатура клуба на его гербе, где вместо ADRV появились буквы RVM − «Rayo Vallecano de Madrid». В конце сезона «Райо» остался на 17-м месте таблицы турнира и был вынужден бороться за место в Примере против «Компостелы», и клуб под руководством Давида Видаля не смог отстоять это право выступать в элите.
В сезоне 1994/95 клуб добрался до четвертьфинала Кубка Короля, выбив из турнира «Нумансию», «Андорру», «Расинг Сантандер» и «Паламос». В 1/4 финала команда проиграла хихонскому «Спортингу». В Сегунде «Райо» завоевал второе место и смог выйти в Примеру в четвёртый раз.
В сезоне 1995/96 клуб в очередной раз провалился в регулярном чемпионате, и в переходных матчах с «Мальоркой» ему предстояло выяснить, кто же останется в Примере, так как «вальекас» оказался лишь на 19-м месте чемпионата. В первой встрече «Райо» проиграли 0:1 на островах, однако в домашнем матче выиграли 2:0, получив возможность сыграть ещё сезон в элите испанского футбола.
В сезоне 1996/97, когда в Примере было принято решение сократить количество команд с 22 до 20, «Райо» занял 18-е место и снова должен был доказывать право быть среди лучших. В соперники им досталась всё та же «Мальорка», которая в этот раз оказалась сильнее. «Райо» вновь вылетели в «Серебряную категорию».
Сезон 1998/99 ознаменовался празднованиями в честь 75-летия со дня основания клуба, и команда отметила его выходом в Примеру.
Следующий футбольный год, 1999/00, «Райо» в течение 4-х туров удалось возглавлять таблицу чемпионата, когда их тренировал Хуанде Рамос. Герб клуба красовался на груди у таких игроков, как Кота, Мичел, Иван Амайя, Хулен Лопетеги, Луис Сембранос и многих других мастеров футбола. Сембранос даже получил приглашение в сборную страны и выступал в форме Рохи. По завершении сезона команда получила право играть в Кубке УЕФА, поскольку «Райо» стал одним из лауреатов Рейтинга Fair Play УЕФА, показав себя дисциплинированной командой с минимумом предупреждений и удалений.
Сезон 2000/01 стал на тот момент лучшим в истории клуба, и 10 августа 2000 года «Райо» впервые сыграли в европейском турнире. Первый матч квалификации Кубка УЕФА клуб играл против андоррской команды «Констелласьо Эспортива», в гостях у которой испанцы одержали победу со счётом 10:0, а дома выиграли со счётом 6:0. «Райо» стали рекордсменами по количеству голов в пределах одного двухматчевого противостояния еврокубков (включая Лигу чемпионов и Кубок УЕФА).
Далее клуб отправил домой норвежский «Мольде» и датский «Виборг», а затем предстояла встреча с московским «Локомотивом». В столице России при температуре воздуха −17 °C была зафиксировна нулевая ничья, а дома в Вальекасе «Райо» выиграли 2:0 благодаря голам Болича и Анхеля Алькасара.
В следующем круге под натиском «пчёл» рухнул «Бордо», который проиграл в Мадриде 4:1 и 1:2 у себя дома. В четвертьфинале клубу предстояло встретиться с «Алавесом», который вскоре стал обладателем второго места в этом турнире, оставив мечту об обладании Кубком УЕФА «Райо» лишь мечтой. В этом же сезоне клуб дошёл до одной четвёртой финала в Кубке Короля.
В сезоне 2001/02, несмотря на вялое начало, клубу из Вальекаса удалось сохранить место в Примере благодаря сенсационной игре во втором круге чемпионата Испании под руководством Грегорио Мансано. Самым мрачным событием в сезоне стала серьёзная травма Мичела в матче против баскского «Атлетика», в связи с чем игроку почти год пришлось провести вдали от футбольных полей.
В 2002/03, который стал четвёртым подряд сезоном клуба в Примере, «Райо» вновь побил рекорд, продав 11 000 абонементов на свои матчи. По итогам чемпионата клуб вылетел в Сегунду.
В следующем сезоне у команды сменилось три тренера (Хулен Лопетеги, Хорхе Д’Алессандро, Чечу Рохо), но ни один из них не смог помочь клубу остаться в Сегунде.
В начале 2004 на референдуме членов клуба было принято решение о том, что «Нуэво Эстадио де Вальекас» будет называться «Футбольным Полем Вальекаса имени Тересы Риверо» («Кампо-де-Вальекас»; исп. Campo de Fútbol de Vallecas — футбольное поле Вальекаса). Так начались четыре долгих года в Сегунде Б. В первом «Райо» закончил чемпионат третьим, но не прошёл квалификацию в Сегунду и проиграл клубу «Реал Унион де Ирун».
В феврале 2005 года был создан «Фонд Райо Вальекано», который сконцентрировался на образовании и работе с молодёжью пригорода столицы.
В сезоне 2005/06 Мичел занялся проектом как тренер, но и с ним клуб не выбрался из Сегунды Б.
С Пепе Мелем в сезоне 2006/07 «Райо» стал обладателем второго места и вышел в плей-офф, обыграв «Расинг Портуэнсе» (2:0 и 2:2), но затем потерпел поражение от «Эйбара».
В сезоне 2007/08 команда стала чемпионом группы I и победила «Бенидорм» и «Самору», вернув себе место в Сегунде А. Пятое место с семью десятками очков в Чемпионате Серебряной категории и трофей Саморы вратарю клуба Давиду Кобеньо стали результатом выступления в первый сезон после возвращения в Сегунду. Кобеньо также стал одним из героев чемпионата, забив гол в ворота «Эльче» из своей вратарской зоны. В этом сезоне в команде появились великие игроки в лице Давида Агансо, Давида Кобеньо, Жофре, Серрано, Мохаммеда Диаме, Тены и Хесуса Переры.
В сезоне 2009/10 всё с тем же тренером у руля «Райо» поставили целью вернуться в высший дивизион Испании. Весь первый круг клуб держался рядом с зоной выхода, но, смазав конец турнира, команда оказалась на границе с зоной вылета. Мель был уволен с поста тренера, но провёл с командой как наставник самый длительный срок. Вместо него в должности тренера начал работать спортивный директор клуба Фелипе Миньямбрес, но с ним из 21 возможного очка команда взяла лишь 4. В Королевском кубке ситуация складывалась достаточно хорошо. Сначала клуб отправил домой «Реал Сосьедад», «Кордобу», затем «Атлетик Бильбао», но всё та же «Мальорка» не дала команде из Вальекаса пройти дальше.
В сезоне 2010/11, после отставки Миньямбреса, который остался на позиции спортивного директора, и выхода филиала клуба в Сегунду Б, болельщики направили руководству прошение о назначении Хосе Рамона Сандоваля, наставника филиала, тренером первой команды. Руководство выполнило волю инчады, в результате чего команда начала сезон лучше всех предыдущих, выиграв пять матчей подряд. Экономический кризис больно ударил по многим клубам чемпионата, и «Райо» так же очень сильно пострадал вместе с девятью подразделениями «Нуэва Румаса», которыми владело семейство Руис-Матеос.
В это сложное с экономической точки зрения время, болельщики клуба объединились в акции спасения своей команды под гербом ADRV, создав группу «Fila 0», где все желающие могли сделать пожертвование или купить футболку с девизом «Команда и болельщики, объединённые чувством», а собранные деньги были отданы на хоть какую-то зарплату работникам клуба, игрокам и тренерскому штабу. Поддержка, объединение болельщиков и всего района, а также мотивация, которую они давали игрокам, была бесспорной. Болельщики, как могли, выражали своё несогласие с политикой семейства Руис-Матеос и поддержку игрокам. 12 марта 2011 года всё это вылилось в большую акцию протеста у стадиона клуба с лозунгом «87 лет истории команды заслуживают большего уважения». Несмотря на действительно тяжёлое время, команда и тренеры никогда не отказывались от борьбы и продолжали сражаться за возможность выйти в Примеру до самого конца, не опускаясь ниже первых двух мест чемпионата Второго дивизиона и четырежды становились лидерами турнирной таблицы.
5 мая 2011 года под давлением общественности семья Руис-Матеос продала клуб мадридскому предпринимателю Раулю Мартину Пренса, который приобрёл 98,6 % акций. Новый президент так же делал громкие заявления о погашении долга перед футболистами до конца сезона, если игроки выйдут в Примеру, затем сместив срок до 30 июня.
22 мая 2011 года клуб математически получил место в Первом Дивизионе, обыграв «Херес» — 3:0. Команда Сандоваля снова оказалась в числе лучших клубов Испании восемь лет спустя. Это был их шестой выход в Примеру. Однако, игроки по-прежнему не получали зарплат, а все сроки по их выплате были нарушены, что привело к протесту с их стороны по призыву тренера, когда они отказались начинать в срок предсезонную подготовку.
Существование клуба летом 2011 года оказалось под угрозой, и новый президент «Райистас» принял решение воспользоваться законом о банкротстве.
Однако, несмотря на финансовые проблемы «Райо» довольно неплохо провёл первый сезон после возвращения в Примеру, если не считать концовку чемпионата. Довольно долгое время команда из Вальекаса шла в середине таблицы, и, казалось, решила задачу по сохранению прописки в элитном испанском дивизионе. Однако, провал в конце сезона, когда за период с 29-го до последнего тура был выигран лишь один матч (у «Осасуны» — 6:0), а все остальные игры были проиграны с разницей мячей 6:30, привёл к падению клуба почти в зону вылета, и от понижения в классе «Молний» спас гол Рауля Тамудо, забитый на 90+3-й минуте в матче последнего тура против «Гранады», матч закончился победой «Райо» (1:0). В том сезоне прекрасные бомбардирские результаты показывали Мичу (тот самый что в дальнейшем будет грозить клубам АПЛ и дебютирует в сборной Испании, являясь игроком «Суонси Сити») и арендованный у «Атлетико» Диего Коста, вместе забившие на двоих более 25 мячей в сезоне.
По завершении сезона из клуба был уволен тренер Сандоваль, и назначен малоизвестный тренер Пако Хемес. И Хемесу удалось добиться с командой невиданных высот. По традиции перед началом сезона «Молний» записывали в главные претенденты на вылет, но хозяева «Вальекаса» посрамили скептиков, заняв восьмое место по итогам сезона 2012/2013, и не получили право играть в Лиге Европы поскольку Королевская федерация футбола Испании лишила клуб лицензии из-за нарушения финансового фейр-плей. Руководство клуба подавало апелляции, однако разрешения добиться не удалось.
В сезоне 2012/2013 лучшим бомбардиром стал атакующий полузащитник Пити, забивший более 15 голов. Также известный российским болельщикам по игре за «Рубин» и «Зенит» Алехандро Домингес удачно провёл этот сезон в клубе на позиции защитника. Его надёжная игра и реализация нескольких важнейших пенальти в играх с «Севильей» и «Валенсией» способствовали пополнению очкового запаса клуба и высокому месту по окончании сезона. В игре против «Вальядолида» удивительный трюк удался арендованному из «Эспаньола» Хорди Амату (после окончания сезона перешёл в «Суонси Сити»). Поразив сначала свои ворота, он исправился через 50 секунд, забив прямым мяч ударом с центра поля, перекинув вратаря. Однако тот матч выиграл всё же «Вальядолид» − 2:1. Два героя двухматчевого противостояния и ещё два его участника со стороны «Вальядолида» в том сезоне в дальнейшим будут защищать цвета «Райо».
На тот момент, будущий нападающий «Вальядолида» Альберт Буэно проявил себя наиболее ярко в играх того сезона именно против «Райо», но, как показало время, его переход в «Райо» в следующем сезоне был правильным решением, ведь в следующем сезоне «Вальядолид» вылетит из Ла Лиги, за ним к сезону 2014/2015 «по проторённой дороге» вскоре последуют герои тех игр Манушу и Хави Герра, а также ещё один игрок «Вальядолида», знакомый российским болельщикам по выступлениям за «Спартак», Патрик Эбберт.
В сезоне 2013/2014 лучшими бомбардирами в команде стали Альберт Буэно и Ларривей, Хоакин Ларривей, забившие по 10 голов каждый, последний перешёл по окончании сезона в «Сельту».
В сезоне 2014/2015 Альберто Буэно первым из всех испанских игроков сделал покер, забив 4 мяча за 15 минут в матче с «Леванте» (4:2), и попал в пятёрку лучших бомбардиров сезона. Гаэль Какута, отметился 6-ю голами и 7-ю результативными передачами. Оба покинули клуб после окончания сезона, перейдя, соответственно, в «Порту» и «Севилью». Манушу также заметно помог команде спастись от вылета, он забил победные голы за «Райо» в играх против «Гранады» и «Реал Сосьедада» (по 1:0 − обе победы в гостях).
В начале лета 2015 года клуб представил форму на предстоящий сезон. Было представлено три комплекта: одна домашняя и две выездных. Одна из выездных была окрашена в «радужные» цвета ЛГБТ. Как сообщает официальный сайт клуба, подобный шаг направлен на недопущение «любой дискриминации».
Вследствие ярко выраженного атакующего футбола, команда не всегда умела играть дисциплинированно, иной раз показывала очень грубый футбол, заработав 7 удалений в 19 играх, в результате чего потерпела самое крупное поражение от мадридского «Реала», проиграв со счётом 2:10. К 11 минуте Райо выигрывали 2:1. А крест на команде поставил главный арбитр матча, удалив двух игроков на 14-й и 28-й минутах, тем самым позволив «Реалу» разбить соперника, что послужило вполне логичной причиной, отправившей клуб на время в зону вылета. Во втором круге команда могла взять реванш у «галактикос» и повела 2:0 уже в первые 20 минут, но всё равно проиграла (2:3). Несмотря на не самые хорошие результаты, в первом круге «Райо» показывал достойную, содержательную и симпатичную игру с лидерами и флагманами испанского футбола: против «Барселоны», некоторое время ведя в счёте, но проиграв 2:5; против «Атлетико», удерживая ничейный счёт до 88-й минуты (2:0 итоговая победа «матрасников»); против «Севильи» и «Вильярреала» также пропустили решающие голы на 86-й минуте (поражения 2:3 от «Севилье» и 1:2 от «Вильярреала»).
Несмотря на место в зоне вылета, вдохновенный футбол в первом круге показывали лучший бомбардир команды по его итогам Хави Герра (9 голов) и Хосабед (4 гола), поражавший ворота «Барселоны» и «Реала». После первого круга в команду из «Гранады» вернулся лучший бомбардир «Райо» сезона 2012/2013 атакующий полузащитник Пити. Несколько важных голов в начале второго круга забил Мику. Несмотря на яркий атакующий футбол и победу в последнем туре над «Леванте», команда попрощалась с Ла Лигой на родном стадионе, не скрывая эмоций и слёз, под аплодисменты болельщиков. Пако Хемес ушёл после сезона тренировать «Гранаду».
Через два года «Райо» вернулся в Примеру. Высокой результативностью отличался арендованный у мадридского «Реала» нападающий Рауль де Томас.
В сезоне 2018/2019 команда завершила первый круг в довольно прогнозируемом положении в нижней части турнирной таблицы − в зоне вылета − тем не менее показывая в ряде игр яркий и зажигательный футбол. В составе команды по прежнему отмечался сильной игрой нападающий Рауль Де Томас, с которым руководство «Райо» смогло продлить аренду, несколько раз он забивал голы в ворота сильных и именитых соперников. Также после серии неудачных результатов, был уволен тренер Мичел, выведший «Райо» в Примеру, руководство команды поблагодарило его за хорошие результаты и пожелало удачи в дальнейшем. В целях сохранения места в Примере 21 марта 2019 года на пресс конференции был официально представлен вернувшийся в команду и хорошо знакомый её болельщикам Пако Хемес, и это решение в некоторой мере смогло встряхнуть команду. Под руководством Хемеса были одержаны домашние победы над «Валенсией» (2:0), что неожиданно прервало её длительную беспроигрышную серию, и мадридским «Реалом» 1:0. Несмотря на эти яркие победы и сильную игру нападающего Рауля Де Томаса, забившего 14 мячей, по итогам сезона года команда заняла последнее место в Примере и в очередной раз понизилась до Сегунды.
По итогам сезона 2020/2021 клуб вернулся в высшую лигу. Заняв восьмое место в Ла Лиге, «Райо» квалифицировался в Лигу конференций УЕФА.

## Статистика клуба

### Бомбардиры
| №  | Игрок           | Годы                   | Г  | М   |
| -- | --------------- | ---------------------- | -- | --- |
| 1  | Альберто Буэно  | 2013—15                | 28 | 73  |
| 2  | Боло            | 1999—04                | 25 | 127 |
| 3  | Гильерме Алвес  | 1995—97                | 24 | 72  |
| 4  | Элвир Болич     | 2003—08                | 22 | 98  |
| 5  | Фернандо Морена | 1979—80                | 21 | 34  |
| 5  | Пити            | 2006—13, 2016          | 21 | 78  |
| 5  | Мичел           | 1993—03, 2007—12       | 21 | 145 |
| 8  | Альварито       | 1977—80                | 20 | 80  |
| 9  | Уго Санчес      | 1986—88, 1993—96, 1998 | 19 | 94  |
| 10 | Луис Сембранос  | 1999—04                | 17 | 82  |

## Стадион
«Райо Вальекано» играет свои домашние матчи на стадионе «Кампо де Вальекас» (исп. Campo de Fútbol de Vallecas — футбольное поле Вальекаса), вмещающем около 15 тыс. зрителей. Нынешняя домашняя арена открыта 10 мая 1976 года, и изначально называлась «Нуэво Кампо де Вальекас». В январе 2004 года стадион был переименован в честь Тересы Риверы, являвшейся президентом клуба, и был назван «Тереса Риверо». В 2011 году арена получила своё нынешнее название.
На стадионе всего три трибуны, из которых две большие, и одна (фанатская) маленькая. За одними из ворот вместо трибун находится стена.

## Достижения
- Победитель Сегунды Б (2): 1984/85, 2007/08
- Победитель Сегунды: 2017/18

## Текущий состав
| 1  | Флаг Испании   | Вр  | Дани Карденас     | 1997 |  |  |  |  |  |
| 13 | Флаг Аргентины | Вр  | Аугусто Баталья   | 1996 |  |  |  |  |  |
| 30 | Флаг Испании   | Вр  | Мигель Морро      | 2000 |  |  |  |  |  |
|    |                |     |                   |      |  |  |  |  |  |
| 2  | Флаг Румынии   | Защ | Андрей Рациу      | 1998 |  |  |  |  |  |
| 3  | Флаг Испании   | Защ | Пеп Чаваррия      | 1998 |  |  |  |  |  |
| 16 | Флаг Ганы      | Защ | Абдул Мумин       | 1998 |  |  |  |  |  |
| 20 | Флаг Албании   | Защ | Иван Балью        | 1992 |  |  |  |  |  |
| 22 | Флаг Уругвая   | Защ | Альфонсо Эспино   | 1992 |  |  |  |  |  |
| 24 | Флаг Франции   | Защ | Флорьян Лежен     | 1991 |  |  |  |  |  |
| 26 | Флаг Испании   | Защ | Марко де лас Сиас | 2005 |  |  |  |  |  |
| 27 | Флаг Испании   | Защ | Пелайо Фернандес  | 2003 |  |  |  |  |  |
|    |                |     |                   |      |  |  |  |  |  |

| 4  | Флаг Испании   | ПЗ  | Педро Диас               | 1998 |  |  |  |  |  |
| 6  | Флаг Сенегала  | ПЗ  | Пате Сисс                | 1994 |  |  |  |  |  |
| 7  | Флаг Испании   | ПЗ  | Иси Паласон              | 1994 |  |  |  |  |  |
| 8  | Флаг Аргентины | ПЗ  | Оскар Трехо              | 1988 |  |  |  |  |  |
| 11 | Флаг Анголы    | ПЗ  | Рэнди Нтека              | 1997 |  |  |  |  |  |
| 17 | Флаг Испании   | ПЗ  | Унаи Лопес               | 1995 |  |  |  |  |  |
| 18 | Флаг Испании   | ПЗ  | Альваро Гарсия           | 1992 |  |  |  |  |  |
| 23 | Флаг Испании   | ПЗ  | Оскар Валентин (капитан) | 1994 |  |  |  |  |  |
|    |                |     |                          |      |  |  |  |  |  |
| 9  | Флаг Испании   | Нап | Рауль Де Томас           | 1994 |  |  |  |  |  |
| 14 | Флаг Испании   | Нап | Серхио Камельо           | 2001 |  |  |  |  |  |
| 19 | Флаг Испании   | Нап | Хорхе де Фрутос          | 1997 |  |  |  |  |  |

## Вторая и женская команды
- Резервная команда клуба «Райо Вальекано B» была основана в 1956 году. Лучший результат — 6-е место в Сегунде B в сезоне 2010/11.
- В 2000 году клубом была создана женская команда[англ.], поглотив местный клуб CD El Buen Retiro. Является трёхкратным чемпионом Испании (2008/09, 2009/10, 2010/11), обладателем кубка Испании 2008.

## Форма

### Домашняя
| 2014/15 | 2015/16 | 2016/17 | 2017/18 | 2018/19 | 2019/20 | 2020/21 | 2021/22 | 2022/23 | 2023/24 | 2024/25 |
| 2025/26 |         |         |         |         |         |         |         |         |         |         |

### Гостевая
| 2014/15 | 2015/16 | 2016/17 | 2017/18 | 2018/19 | 2019/20 | 2020/21 | 2021/22 | 2022/23 | 2023/24 | 2024/25 |
| 2025/26 |         |         |         |         |         |         |         |         |         |         |

### Резервная
| 2014/15 | 2015/16 | 2016/17 | 2017/18 | 2018/19 | 2019/20 | 2020/21 | 2021/22 | 2022/23 | 2023/24 | 2024/25 |
| 2025/26 |         |         |         |         |         |         |         |         |         |         |

Источники:,